# Weasis
A Weasis egy ingyenes, szabad és nyílt forráskódú orvosi képnéző program. Elsősorban a DICOM állományok kezelését teszi lehetővé a felhasználó számára. A szoftver rugalmasan képes kapcsolódni PACS rendszerhez, így mind klinikai ellátást folytató kórházban, mind kutatás során sokoldalúan alkalmazható. Természetesen magán személyek által is használható, pl. saját képanyaguk otthoni megtekintésére. Felhasználóbarát felülete nagy mértékben személyre szabható, a program több nyelvet és témát is támogat.

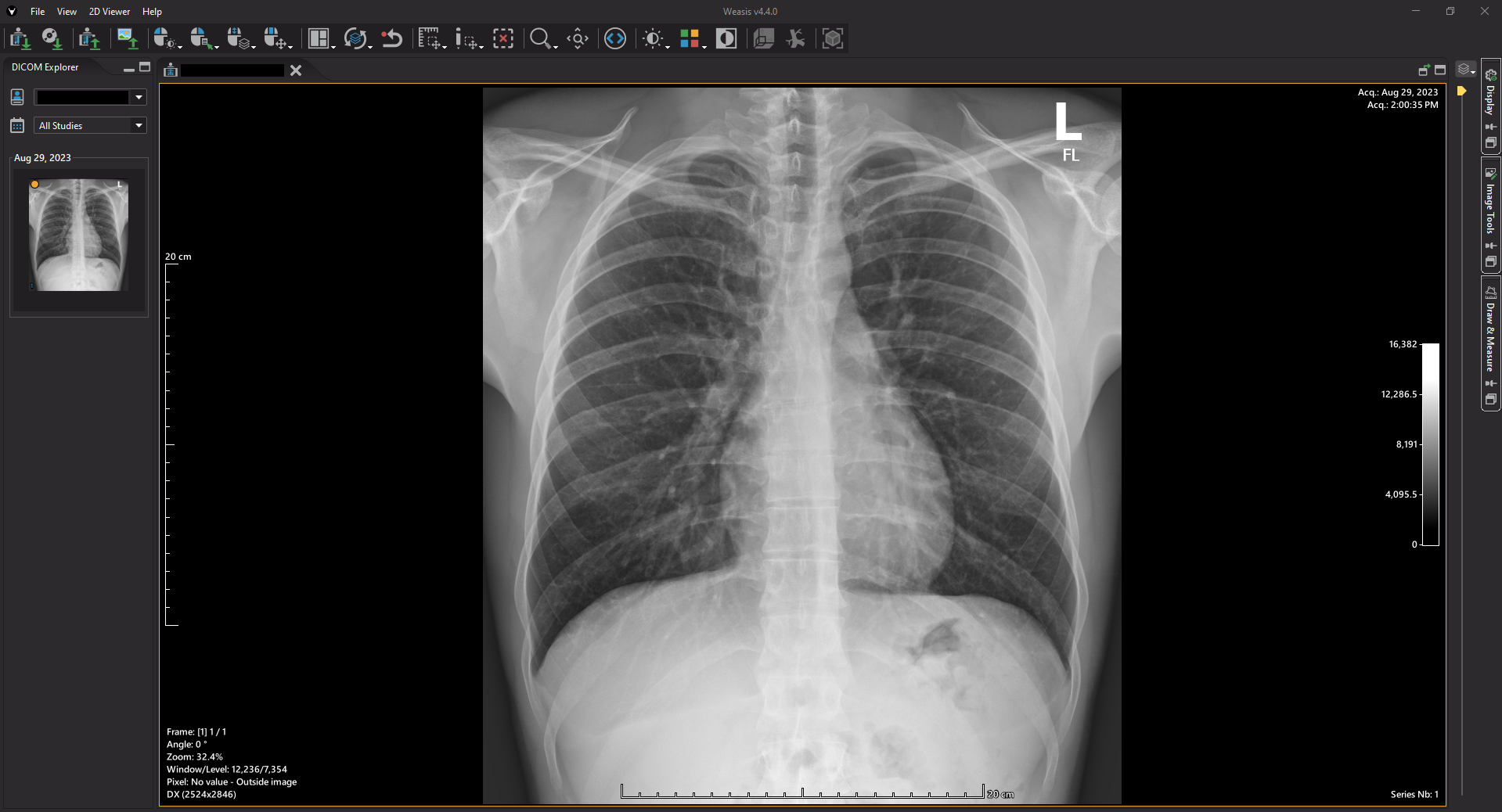
Mellkas RTG felvétel a Weasis programban megjelenítve

## Fontosabb funkciók[2]
- DICOM állományok importja/exportja
- kép pásztázása, nagyítása, ablakolása, forgatása
- különböző mérések
- szűrők alkalmazása
- megjegyzések hozzáadása a képekhez
- kulcskép kijelölése
- elrendezés módosítása, mely lehetővé teszi a különböző sorozatok, különböző időpontban készült képek összehasonlítását
- Multiplanáris rekonstrukció (MPR)
- Maximum intensity projection (MIP)
- 3D megjelenítési mód
- Dicomizer modul (standard képformátum DICOM formátumba konvertálása)

## További információ
- 17 Top Open-source Free DICOM Viewers For Medical Professionals
- Top 25 Free Dicom Viewers for Doctors, Medical Students, and Health Professionals
- a Weasis honlapja (angol nyelvű) Archiválva 2020. június 25-i dátummal a Wayback Machine-ben